# Wallace Bay (zatoka Wallace Harbour)
Wallace Bay – zatoka (ang. bay) zatoki Wallace Harbour w kanadyjskiej prowincji Nowa Szkocja, w hrabstwie Cumberland; nazwa urzędowo zatwierdzona 3 czerwca 1943 (dla akwenu ówcześnie nie obejmującego części Wallace Harbour przynależnej od 31 marca 1976 do Wallace Bay).